# Hoerediep
Het Hoerediep, ook wel Hoerdiep, is een kanaal in het Westerkwartier in de provincie Groningen. Het diep is gelegen tussen het Poeldiep, ten zuiden van Grijpskerk, en het Kommerzijlsterdiep even ten noorden van Niezijl. In de 17e eeuw werd het ook wel Bomsterzijldiep of Skanskerdiep genoemd, verwijzend naar de schans die in de Tachtigjarige Oorlog bij Niezijl lag. Vroeger stond het diep in open verbinding met de Tarjat, maar toen in 1659 werd het Poeldiep werd gegraven, werd deze de verbinding verbroken. Nadat het Van Starkenborghkanaal was aangelegd in de jaren 1930, is het Poeldiep op het Hoerediep aangesloten.
Over het kanaal liggen vier bruggen:
1. de spoorbrug in de spoorlijn Groningen - Leeuwarden
2. de Niezijlerbrug in de N355, net ten zuiden van Niezijl
3. een fiets-voetbrug in de weg de Oude Haven in Niezijl
4. de brug in de Hoofdstraat in Niezijl

## Naam
De naam van het kanaal stamt zeer wel mogelijk af van het Oudfriese hor (= "slijk") en betekent dan ongeveer: modderig diep. Ook volgens Moritz Schönfeld verwijst de naam naar vuil, modderig water en is daarbij verwant aan namen als Hoendiep, Honte en Hunze. Als dat zo is, dan is het een juist gekozen naam, want de waterloop moet, omdat er nauwelijks stroming is en er daardoor veel modder neerslaat, relatief vaak worden gebaggerd.
Een andere verklaring leidt het via 'hoern' af van horn; "hoek", verwijzende naar de bochten in het diep.